# Ernst-Otto Meyer
Ernst-Otto Meyer, genannt „Ötti“ (* 25. April 1927 in Holzhausen; † 16. Dezember 2010 in Mannheim) war ein deutscher Fußballspieler. In der Fußball-Oberliga erzielte er zwischen 1949 und 1960 238 Tore für den VfB Oldenburg, den VfL Osnabrück, Eintracht Braunschweig und den VfR Mannheim. In jener Zeit gehörte er zu den besten Torjägern Deutschlands und stand mit Osnabrück und Braunschweig insgesamt zweimal in der Endrunde um die deutsche Fußballmeisterschaft.

## Karriere

### Oberliga Nord, 1949–1953 und 1957/58
Der beim BSV Holzhausen in der Jugendabteilung großgewordene Stürmer begann seine Karriere 1947/48 in der Oberliga Nord beim VfL Osnabrück, wo er jedoch nicht sofort Stammspieler wurde. Nach einer halben Saison bei Kickers Emden im Frühjahr 1949 unterschrieb er im Sommer desselben Jahres beim Aufsteiger VfB Oldenburg und stürmte mit Felix Gerritzen 1950 auf den 9. Rang. In 29 Spielen konnte er sich als 21-facher Torschütze feiern lassen. Der Flügelstürmer Gerritzen wechselte nach dieser Runde zu Preußen Münster. Nach 60 Spielen mit 38 Toren wechselte Meyer im Sommer 1951 erneut zum VfL Osnabrück. Er wurde der Torjäger der legendären VfL-Mannschaft, die 1951/52 als Vizemeister der Oberliga Nord in die Endrunde um die deutsche Fußballmeisterschaft einzog. Mit 29 Treffern in 28 Spielen war er der Torschützenkönig im Norden. In der Endrunde hatte es Osnabrück mit dem VfB Stuttgart, Rot-Weiss Essen und Tennis Borussia Berlin zu tun. Stuttgart setzte sich in den Gruppenspielen durch und gewann auch die deutsche Meisterschaft.
Als Meyer nach zwei Runden 1953 in den Süden zum VfR Mannheim zog, hatte er für den VfL 66 Spiele mit 43 Toren bestritten. In der Saison 1957/58 unterbrach er aus beruflichen Gründen seine Mannheimer Aktivität und schoss seine Tore bei Eintracht Braunschweig. In 30 Spielen kam er auf 22 Tore und zog mit den Braunschweigern als Vizemeister in die verkürzte Meisterschaftsendrunde im WM-Jahr 1958 ein. Es gab Niederlagen gegen den neuen Meister FC Schalke 04 und den Karlsruher SC; gegen Tennis Borussia Berlin wurde mit 8:3 Toren die Ehre der Oberliga Nord verteidigt. Die ewige Torschützenliste der Oberliga Nord führt Uwe Seeler mit 267 Toren in 237 Spielen an. „Ötti“ Meyer wird mit 104 Toren in 161 Spielen im Norden auf Platz 14 geführt.

### VfR Mannheim, 1953–1957 und 1958–1960
Ab der Runde 1953/54 stürmte der Torschütze für den VfR Mannheim auf dem traditionsreichen „Platz an den Brauereien“. In seiner zweiten Saison beim VfR wurde er mit 36 Treffern der erfolgreichste Schütze aller Oberligen; seine Mannschaft belegte den 10. Tabellenplatz in der Oberliga Süd. Spektakulär waren dabei die sechs Treffer beim 8:0-Heimsieg am 16. Januar 1955 gegen Jahn Regensburg, seine vier Tore zum 4:2-Erfolg am 13. Februar 1955 gegen Bayern München mit dem Altinternationalen Jakob Streitle auf der Stopperposition und seine jeweils drei Tore gegen den VfB Stuttgart (Stopper Robert Schlienz) und die SpVgg Fürth mit den Nationalspielern Richard Gottinger, Herbert Erhardt und Karl Mai in der Verteidigung. In der Saison 1955/56 untermauerte er seine Torjägerqualitäten mit 30 Treffern. Nach der Rückkehr von Eintracht Braunschweig gelangen dem 31-Jährigen in der Runde 1958/59 neben den Routiniers Rudolf de la Vigne und Ernst Langlotz nochmals 27 Treffer. In der Runde 1959/60 ließ er mit 14 Spielen und sieben Toren seine Karriere in der Oberliga Süd ausklingen. Für den VfR Mannheim hatte Meyer von 1953 bis 1960 in sechs Runden 134 Tore erzielt. Die ewige Torschützenliste der Oberliga Süd führt Max Morlock vom 1. FC Nürnberg mit 286 Toren in 451 Spielen an. „Ötti“ Meyer erzielte seine 134 Tore für die Mittelfeldmannschaft VfR Mannheim in 155 Spielen. Insgesamt kam er auf 238 Tore in der Oberliga von 1949 bis 1960.

## Nationalmannschaft
Ernst-Otto Meyer wurde zu einem B-Länderspiel am 23. März 1955 in Sheffield gegen England berufen. Das Spiel endete 1:1. Noch zweimal kam er in Testspielen des DFB im Jahr 1956 zum Einsatz: Am 22. Februar als Mittelstürmer gegen den Hamburger SV und am 11. März gegen eine Saarauswahl.

## Beurteilung
Kirn/Natan notieren in dem Ullstein-TB aus dem Jahre 1958 über Meyer: „Intelligenzspieler. Schusskräftiger Mittelstürmer. Technisch sehr gut. Schießt rechts wie links – seltene Eigenschaft. Spezialität Kopfbälle. Gute Spielübersicht.“

## Nach der Karriere
Während seiner Fußballer-Karriere absolvierte Ernst-Otto Meyer ein Ingenieur-Studium und war 1952 als Bauleiter am Ausbau der Bremer Brücke in Osnabrück beteiligt. Er wurde ein erfolgreicher Architekt und ließ seine Karriere im nordbadischen Ketsch bei der dortigen Sportvereinigung ausklingen. In Ketsch war er als Spieler, Trainer und 1. Vorsitzender in der Verantwortung.
Ernst-Otto Meyer war der ältere Bruder von Dieter Meyer, der als Torhüter bei Hannover 96 in den Jahren 1960 bis 1963 in der Oberliga Nord spielte.